# Закостимье
Закостимье — деревня в Сямженском районе Вологодской области на реке Костима.
Входит в состав Устьрецкого сельского поселения, с точки зрения административно-территориального деления — в Устьрецкий сельсовет.
Расстояние по автодороге до районного центра Сямжи — 29 км, до центра муниципального образования Усть-Реки — 8 км. Ближайшие населённые пункты — Полуяниха, Кочержиха, Речковская.
По переписи 2002 года население — 7 человек.